# Догужиев (хутор)
Догужиев (адыг. Дэгужъый) — хутор в Красногвардейском  районе Республики Адыгея России. Относится к Еленовскому сельскому поселению.

## Географическое положение
Расположен в 13 км к востоку от села Красногвардейского, на левом берегу реки Лабы, на границе с Усть-Лабинским районом Краснодарского края.

## История
Основан в 80-е годы XIX века переселенцами с Украины на землях принадлежащих отставному подполковнику Догужиеву, давшему его название.
Хутор сильно пострадал в результате паводка на реке Лабе в 2002 году.

## Население
| 1926 | 2002 | 2010 | 2013 | 2014 | 2015 | 2016 |
| ---- | ---- | ---- | ---- | ---- | ---- | ---- |
| 245  | ↘111 | ↘18  | ↘14  | ↘12  | ↘11  | ↘10  |
| 2017 | 2018 | 2019 | 2020 | 2021 | 2023 | 2024 |
| →10  | →10  | →10  | ↗11  | ↗13  | →13  | →13  |

В результате паводка 2002 года большая часть населения переселена в село Еленовское. В 2005 году временно проживали 13 человек.

По данным Всероссийской переписи населения 2021 года:
| Народ   | Численность, чел. | Доля от всего населения, % |
| ------- | ----------------- | -------------------------- |
| русские | 11                | 84,62 %                    |
| армяне  | 2                 | 15,38 %                    |
| всего   | 13                | 100,0 %                    |

## Улицы
- Восточная,
- Северная.